# IC 4321
IC 4321 је спирална галаксија у сазвјежђу Кентаур која се налази на листи објеката дубоког неба у Индекс каталогу.
Деклинација објекта је - 30° 8' 23" а ректасцензија 13h 44m 31,1s. Привидна величина (магнитуда) објекта IC 4321 износи 14,3 а фотографска магнитуда 15,1. IC 4321 је још познат и под ознакама ESO 445-22, MCG -5-32-73, PGC 48694.